# Kano (Familienname)
Kano ist der Familienname folgender Personen:
- Cláudio Kano (1965–1996), brasilianischer Tischtennisspieler
- Kano Hikokichi (1904–1978), japanischer Politiker
- Maiko Kano (* 1988), japanische Volleyballspielerin
- Michihiko Kano (1942–2021), japanischer Politiker
- Mizuka Kano (* 1978), japanische klassische Pianistin
- Kaisei Kano (* 2002), japanischer Fußballspieler
- Kano Naoki (1868–1947), japanischer Sinologe
- Yui Kano (* 1983), japanische Synchronsprecherin

Kanō ist der Familienname folgender Personen:
- Kanō Einō (1631–1697), japanischer Maler
- Kanō Eitoku (1543–1590), japanischer Maler
- Kanō Hōgai (1828–1888), japanischer Maler
- Kanō Jigorō (1860–1938), Begründer des Judo
- Kenta Kanō (* 1986), japanischer Fußballspieler
- Kanō Kōi († 1636), japanischer Maler
- Kōki Kanō (* 1997), japanischer Fechter
- Kanō Kōkichi (1865–1942), japanischer Gelehrter
- Masahiro Kanō (* 1977), japanischer Fußballspieler
- Masaki Kanō (* 1976), japanischer Autorennfahrer
- Kanō Masanobu (1434–1530), japanischer Maler und Begründer der Kanō-Schule
- Misako Kanō, japanische Jazz-Musikerin
- Kanō Mitsunobu (1561/65–1608), japanischer Maler
- Kanō Motonobu (1476–1559), japanischer Maler
- Kanō Naizen (1570–1616), japanischer Maler
- Kanō Naonobu (1607–1650), japanischer Maler
- Noriaki Kanō (* 1940), japanischer Forscher und Entwickler des Kano-Modells
- Ren Kanō (* 1994), japanischer Fußballspieler
- Kanō Sadanobu (1597–1623), japanischer Maler
- Kanō Sakujirō (1885–1941), japanischer Schriftsteller
- Kanō Sanraku (1559–1635), japanischer Maler
- Kanō Sansetsu (1590–1651), japanischer Maler
- Kanō Shōei (1519–1592), japanischer Maler
- Kanō Sōshū (1551–1601), japanischer Maler der Nihonga-Richtung der Taishō- und frühen Shōwa-Zeit
- Kanō Takashi (1920–2000), japanischer Fußballspieler
- Takayoshi Kanō (* 1938), japanischer Primatologe und Ethnologe
- Kanō Tan’yū (1602–1674), japanischer Maler
- Kanō Tsunenobu (1636–1713), japanischer Maler
- Kanō Yasunobu (1614–1685), japanischer Maler
- Yuri Kanō (* 1978), japanische Marathonläuferin